# Implicitno k-d stablo
Implicitno k-d stablo je k-d stablo definisano implicitno nad uniformnom (pravolinijskom) mrežom. Pozicije i orijentacije njegovih ravni podele nisu date eksplicitno već implicitno nekom rekurzivnom splitting-funkcijom definisane na hiperpravougaonicima koji pripadaju čvorovima stabla. Svaki unutrašnji čvor ravni podele je postavljen na mrežnu ravan ravni koja leži ispod, deleći mrežu čvora u dve podmreže.

## Nomenklatura i reference
Izrazi "min/max k-d stablo" i "implicitno k-d stablo" se nekad pomešaju. Ovo je zato što je prva publikacija koja je iskoristila izraz min/max k-d stablo u stvari koristila eksplicitna k-d stabla a navodila ih kao implicitna da naznači da mogu biti korišćena za ray tracing implicitno datih izo-površi. Ipak, ova publikacija je takođe koristila slim k-d stabla koja su podskup implicitnih k-d stabala sa ograničenjem da mogu biti sagrađeni samo preko celobrojnog hiperpravougaonika sa dužinama stranica koje su stepen broja 2. Implicitna k-d stabla definisana na ovaj način su nedavno predstavljena, sa primenama u kompjuterskoj grafici. Pošto je moguće dodeliti atribute čvorovima implicitnog k-d stabla, za implicitna k-d stabla koja imaju min/max vrednosti dodeljene svojim čvorovima možemo reći da su "implicitna min/max k-d stabla".

## Građenje
Implicitna k-d stabla u opštem slučaju nisu konstruisana eksplicitno. Kada pristupamo čvoru, orijentacija i položaj njegove ravni podele se izračunavaju specifičnom splitting-funkcijom koja definiše stablo. Različite splitting-funkcije mogu dati različita stabla za istu mrežu koja leži ispod.

### Splitting-funkcije
Splitting-funkcije se mogu prilagoditi posebnim svrhama. Ovo su dve specifikacije posebnih klasa splitting-funkcija:
- Ne-degenerisana splitting-funkcija ne dozvoljava stvaranje degenerisanih čvorova (čvorova kojima je zapremina odgovarajućeg celobrojnog hiperpravougaonika jednaka nuli). Njihova odgovarajuća implicitna k-d stabla su binarna stabla, koja za n listova imaju n - 1 unutrašnjih čvorova. Njihova odgovarajuća k-d stabla su ne-degenerisana implicitna k-d stabla.
- potpune splitting-funkcije su ne-degenerisane splitting-funkcije takve da njihova odgovarajuća k-d stabla imaju listove koji su pojedinačne ćelije mreže takve da imaju jedan unutrašnji čvor manje od broja ćelija datih u mreži. Njihova odgovarajuća implicitna k-d stabla su potpuna implicitna k-d stabla.

Primer potpune splitting-funkcije je medijana mreže. Ona stvara prilično balansirano implicitno k-d stablo koristeći celobrojne hiperpravougaonike hyprec[2][k] sa k dimenzija za svaki čvor implicitnog k-d stabla. Hiperpravougaonici definišu koje ćelije uniformne mreže pripadaju njihovom odgovarajućem čvoru. Ako je zapremina ovog hiperpravougaonika jednaka jedan, odgovarajući čvor je jedna ćelija mreže i zato se ne deli dalje i obeležava se kao list. U suprotnom, najduža strana hiperpravougaonika se bira kao orijentacija o. Odgovarajuća ravan podele p je postavljena na mrežnu ravan koja je najbliža medijani mreže hiperpravougaonika u toj orijentaciji.
Orijentacija o ravni podele:
```
o = min{argmax(i = 1 ... 
k
: (hyprec[1][i] - hyprec[0][i]))}
```

Položaj p ravni podele:
```
p = roundDown((hyprec[0][o] + hyprec[1][o]) / 2)
```

### Dodeljivanje atributa čvorovima implicitnogk-d stabla
Očigledna prednost implicitnih k-d stabala je to što orijentacija i položaj njihovih ravni podele ne mora biti sačuvana eksplicitno. Neke aplikacije pored orijentacije i položaja ravni podele zahtevaju i atribute unutrašnjih čvorova. Ovi atributi mogu na primer biti pojedinačni bitovi ili pojedinačne skalarne vrednosti, definišući da li su podmreže koje pripadaju čvorovima predmet interesovanja ili ne. Za potpuna implicitna k-d stabla moguće je pre-alocirati niz atributa tačne veličine i dodeliti svakom unutrašnjem čvoru jedinstven element u tom alociranom nizu.
Količina ćelija u mreži je jednaka zapremini celobrojnog hiperpravougaonika koji pripada mreži. Kako potpuno implicitno k-d stablo ima za jedan manje unutrašnjih čvorova nego ćelija mreže, unapred se zna koliko atributa treba da se sačuva. Relacija "Zapremina celobrojnog hiperpravougaonika u odnosu na unutrašnje čvorove" definiše sa potpunom splitting-funkcijom rekurzivnu formulu dodeljujući svakoj ravni podele jedinstven element u alociranom nizu. Odgovarajuć algoritam je dat u C-pseudo kodu ispod.
```
// Dodela atributa unutrašnjim čvorovima potpunog implicitnog k-d stabla

// napravi celobrojni hiperpravougaonik hyprec 

// (njegova zapremina vol(hyprec) je jednaka broju listova

int
 
hyprec
[
2
][
k
]
 
=
 
{
 
{
 
0
,
 
...,
 
0
 
},
 
{
 
length_1
,
 
...,
 
length_k
 
}
 
};

// alociraj niz atributa za celo implicitno k-d stablo

attr
 
*
a
 
=
 
new
 
attr
[
volume
(
hyprec
)
 
-
 
1
];

attr
 
implicitKdTreeAttributes
(
int
 
hyprec
[
2
][
k
],
 
attr
 
*
a
)

{

 
if
(
vol
(
hyprec
)
 
>
 
1
)
 
// trenutni čvor je unutrašnji čvor

 
{

   
// proceni orijentaciju o i poziciju p ravni podele koristeći potpunu splitting-funkciju

   
int
 
o
,
 
p
;

   
completeSplittingFunction
(
hyprec
,
 
&
o
,
 
&
p
);

   
// proceni celobrojne hiperpravougaonike dece hyprec_l i hyprec_r 

   
int
 
hyprec_l
[
2
][
k
],
 
hyprec_r
[
2
][
k
];

   
hyprec_l
       
=
 
hyprec
;

   
hyprec_l
[
1
][
o
]
 
=
 
p
;

   
hyprec_r
       
=
 
hyprec
;

   
hyprec_r
[
0
][
o
]
 
=
 
p
;

   
// proceni memorijsku lokaciju dece a_l i a_r 

   
attr
*
 
a_l
 
=
 
a
 
+
 
1
;

   
attr
*
 
a_r
 
=
 
a
 
+
 
vol
(
hyprec_l
);

   
// odredi rekurzivno atribute dece c_l i c_r 

   
attr
 
c_l
 
=
 
implicitKdTreeAttributes
(
hyprec_l
,
 
a_l
);

   
attr
 
c_r
 
=
 
implicitKdTreeAttributes
(
hyprec_r
,
 
a_r
);

   
// spoj atribute dece u trenutni atribut c

   
attr
 
c
 
=
 
merge
(
c_l
,
 
c_r
);

   
// sačuvaj trenutni atribut i vrati ga

   
a
[
0
]
 
=
 
c
;

   
return
 
c
;

 
}

 
// Trenutni čvor je list. Vrati atribut koji pripada odgovarajućoj ćeliji mreže

 
return
 
attribute
(
hyprec
);

}

```

Vredi dodati da ovaj algoritam radi za sve uniformne (pravolinijske) mreže. Odgovarajući celobrojni hiperpravougaonik ne mora obavezno imati dužine stranica koje su stepen broja dva.

## Primena
Implicitna max-k-d stabla se koriste za "metod bacanja zraka" izo-površina/MIP (projekcija maksimalnog intenziteta). Atribut dodeljen svakom unutrašnjem čvoru je maksimalna skalarna vrednost data u podmreži koja pripada čvoru. Kroz čvorove se ne putuje ako je njihova skalarna vrednost manja od tražene iso-vrednosti/trenutnog maksimalnog intenziteta duž zraka. Skladištenje kod implicitnog max k-d stabla nije zahtevno i povoljna složenost vizualizacija kod "bacanja zraka" dozvoljavaju da se "bacanje zraka" koristi za veoma velika skalarna polja pri interaktivnoj brzini smenjivanja slika na računarima. Slično, implicitno min/max k-d stablo može da se koristi da se efikasno ocene upiti kao što je terenska linija pogleda.

## Složenost
Za dato implicitno k-d stablo razapeto preko mreže sa k dimenzija i n ćelija mreže.
- Dodela atributa čvorovima stabla oduzima{\displaystyle \mathrm {O} (kn)} vremena.
- Skladištenje atributa u čvorove oduzima {\displaystyle \mathrm {O} (n)} memorije
- "Bacanje zraka" izo-površina/MIP skalarnog polja koje je ispod koristeći odgovarajuće implicitno max k-d stablo oduzima, grubo procenjeno, {\displaystyle \mathrm {O} (\log(n))}vremena.